# 林黛玉

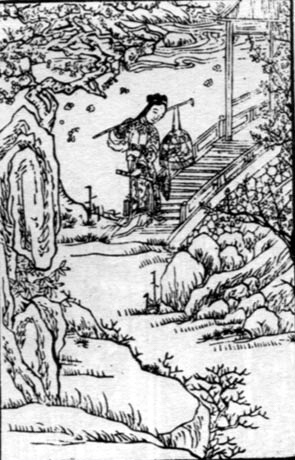
清嘉慶間刊本荆石山民《紅樓夢散套》插圖中的「葬花」

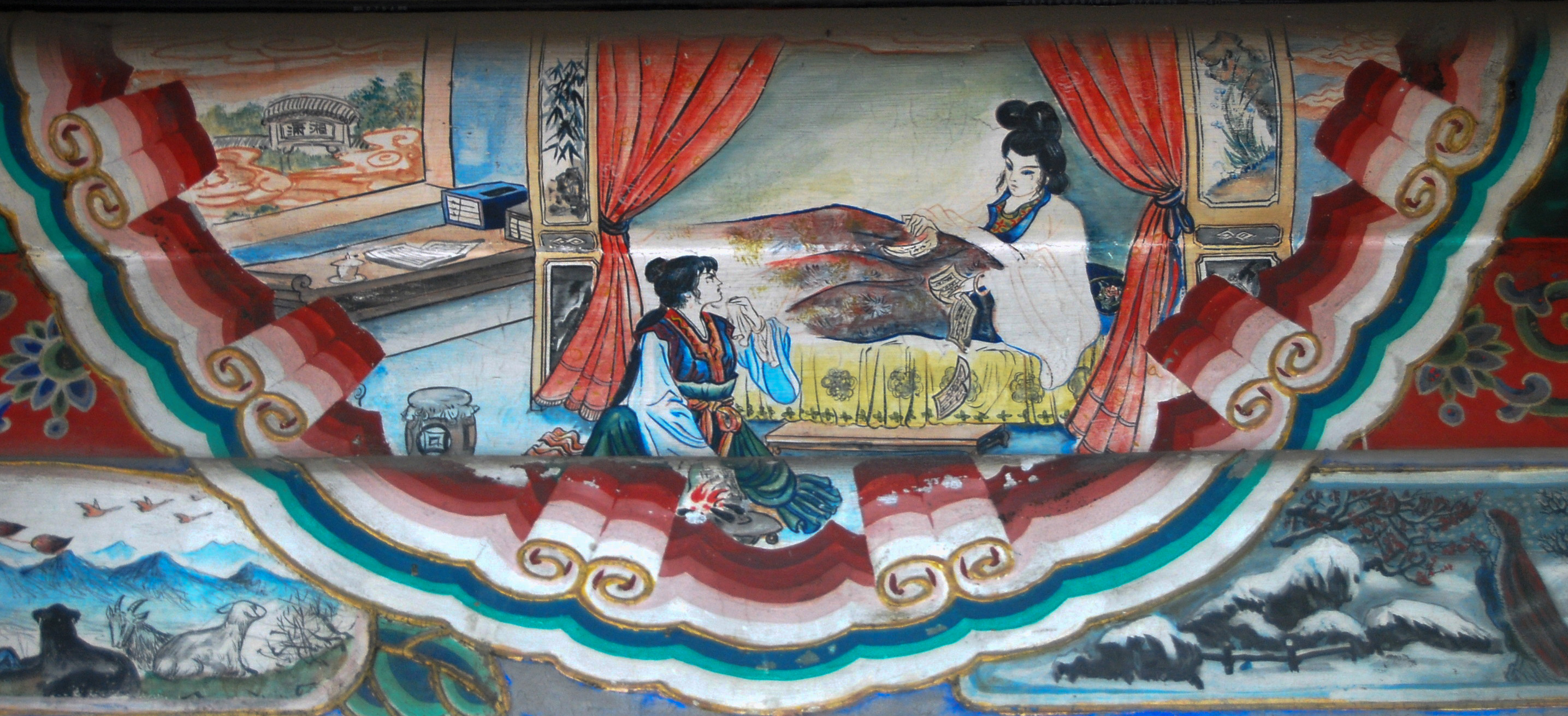
颐和园长廊彩绘：焚稿断痴情

林黛玉是中国古典名著《紅樓夢》的女主角之一，史太君的外孫女，賈寶玉的姑表妹。字顰顰（寶玉贈），海棠詩社別號瀟湘妃子，花籤芙蓉（為木芙蓉，區別於芙蓉，書中在介紹薛寶釵的冷香丸時區分了這兩種植物），情榜評為“情情”。在大觀園中住在瀟湘館，館前竹林密布，象徵本性正直清高。
黛玉祖籍姑蘇，出身世代襲爵的侯門貴族，亦是書香世家，父林如海乃前科之探花，官至扬州巡盐御史，母賈敏为贾代善与史太君最疼愛的么女，有一弟早夭。其年幼時其母亡故，由外祖母接至賈府照養，寝食起居一如宝玉。雖自幼體弱多病，但生性聰慧靈敏，從小跟隨先生讀書識字，曾師從賈雨村，精通詩詞，作品文筆與意趣俱佳，是古典文學中極富才華靈氣的女性形象代表。她与贾宝玉青梅竹马，互为知己，但最終二人未成眷属。在广泛通行的續本中，黛玉最终于贾宝玉、薛寶釵大婚之夜病逝。
林黛玉與薛寶釵在太虛幻境的金陵十二釵正册上並列第一，是金陵十二釵中唯二寫於同首判詞中的人物。二人既存在人性上的德才之爭，婚姻上的金木之爭，又因同屬正邪兩賦的稟性而惺惺相惜。有一說林黛玉之名暗指「靈代慾」，相較於寶玉、寶釵形而下的婚姻結合，黛玉前世的絳珠仙子與寶玉前世的神瑛侍者為形而上的精神吸引。
在通行程高本后40回中，林黛玉因賈府安排寶玉和寶釵成婚，氣鬱而死。脂硯齋批註中明確提到，林黛玉是淚盡而亡。新紅學開創者俞平伯認為，林黛玉先病死然後寶釵嫁給寶玉。張愛玲認為，奉元妃命，寶玉寶釵結婚，而黛玉抑鬱而死（《紅樓夢魘》）。紅學家周汝昌、劉心武認為，黛玉應該是淚盡，加之被趙姨娘和賈环等人暗害，從而沉湖仙去。蔡義江認為，賈府獲罪，寶玉離家，黛玉思念寶玉，淚盡而亡（《蔡義江點評紅樓夢》）。也有一部分學者從“玉帶林中掛”認為林黛玉是上吊而死，癸酉本紅樓夢中就採用了這個說法，但學界對此說法争议甚多。
“林黛玉的真正結局”極富爭議，首先，作者問題懸而未決，通行程高本后40回究竟是曹雪芹自著初稿後程高修補，還是無名氏續後程高修補，還是完全程高自著，目前仍有很大爭議，不同成書過程會導致哪個才是“真正”結局的爭論。第二，《紅樓夢》第一回作者說自己增刪改數次，作者是否自己中途更改故事架構也未知，更加深作者問題的複雜性。第三，若原作者並未作完《紅樓夢》，“真正”的結局可能是個沒有意義的問題，前80回和脂批的暗示僅僅是作者的初步構思，尚未訴諸筆墨，既然書還沒寫完，就不存在“真正”的結局，只存在作者的初步構想。还有人认为，即使程高本后40回为高鹗所著且不合曹雪芹原意，但林黛玉的这种悲剧死亡仍然十分精彩。

## 人物描繪

### 外型
紅樓夢第三回中曾描述林黛玉的外貌：
『兩彎似蹙非蹙罥煙眉，一雙似喜非喜含情目。態生兩靨之愁，嬌襲一身之病。淚光點點，嬌喘微微。閑靜時如姣花照水，行動處似弱柳扶風。心較比干多一竅，病如西子勝三分。』除此之外，寶玉則有“神仙似的”又有“秉绝代之姿容，具稀世之俊美”“颦兒才貌應世稀”等等之誇讚。
其實曹雪芹對黛玉的外貌並無詳細的描寫，更多描繪的則是黛玉得天獨厚的神韻與那氣宇非凡的氣質。
林黛玉的人物描繪在書中有著精妙的設定。寶玉曾以『戕寶釵之仙姿，灰黛玉之靈竅』之句形容寶釵及黛玉兩人，可見林黛玉之美以靈氣為甚。事實上，書中多次提及黛玉外貌之處皆證明黛玉脫俗的美貌並不比寶釵遜色。寶玉中邪時，呆霸王薛蟠一見黛玉的婉轉風流的落淚模樣，便「酥倒在那裡」。

### 性格
黛玉憂愁多思，弱柳扶風，同時喜愛詩書，頗有詠絮之才，具有詩人的特質。
在大觀園中，大多數人對黛玉的印象是多愁善感，孤傲、心思細膩敏感多疑且孤高自許、目下無塵、伶牙俐齒愛鑽牛角尖。黛玉曾因周瑞家的分送宮花一事使性子，更曾因與寶玉慪氣而苦吟葬花詞，寶黛二人間的爭執與彆扭也曾使賈母笑稱二人是「不是冤家不聚頭」。丫頭小紅曾言：「林姑娘嘴又愛刻薄人，心裡又細。」可見黛玉並不如寶釵容易親近，實則黛玉是一名心中充滿不安全感的閨閣女子，也因而造就了她多慮心窄的性格。黛玉多病纖弱，有著病西施的形象。而她也好惡分明，蔑視功名權貴。當賈寶玉送給她北靜王所贈的一串名貴念珠時，反應極大，並說了一句「甚麼臭男人拿過的，我不要它！」
雖然黛玉乍看之下不與人親近，但黛玉其實是全書中少數擁有豐沛真摯感情的角色。林黛玉情榜考語為『情情』，意旨黛玉對於自身重視的人事能夠全心的付出感情。黛玉雖看起來憂愁多慮，不易與人親近，但對於她所重視的人便會全然的真心對待。
林黛玉性格多愁善感，才思敏捷，注重靈性生活，也造成她由著性子生活的人生哲學，和寶釵的藏愚守拙，壓抑情感成為強烈對比，黛玉想哭時且哭，想惱時且惱，喜怒哀樂皆無造作，且絲毫不掩飾鋒芒。相對於寶釵奉傳統價值禮教為圭臬，黛玉展露對詩書的熱情及才華，不順從時代的價值觀。黛玉父母雙亡，造就了她敏感多疑、且不安憂慮的心理，更因此縱然與寶玉兩情相悅，卻有緣無份，終無結果。

### 外在形象
興兒(賈璉的心腹小廝)向尤二姐講述大觀園中諸位姊妹時(第六十五回)，曾提到林黛玉：「......我們家的姑娘們不算外，還有兩位姑娘，真是天下少有！一個是咱們姑太太的女儿，姓林，名儿叫什么黛玉，面龐身段和三姨不差什么，一肚子文章，只是一身多病，這樣的天，還穿夾的，出來風儿一吹就倒了．我們這起沒王法的嘴都悄悄的叫他`多病西施'」興兒解釋道：「不是那麼不敢出氣兒，是怕這氣兒大了，吹倒了林姑娘；氣兒暖了，又吹化了薛姑娘！」
林黛玉和薛寶釵是對立面，因為林黛玉屬木，而薛寶釵屬金。寶黛有木石前盟，而薛與賈乃金玉良緣。薛寶釵出身自富裕的皇商家族，林黛玉則是父母雙亡的孤女。兩人之間產生鮮明的落差，在角色設定上相互陪襯。

## 判詞
可嘆停機德，堪憐詠絮才。玉帶林中挂，金簪雪裏埋。
作者將黛玉與寶釵的判詞二者合二為一，故因此有黛玉與寶釵本為一人的論點。

## 曲文
「枉凝眉」
一個是閬苑仙葩，一個是美玉無瑕。若說沒奇緣，今生偏又遇著他﹔若說有奇緣，如何心事終虛化？一個枉自嗟呀，一個空勞牽挂。一個是水中月，一個是鏡中花。想眼中能有多少淚珠兒？怎經得秋流到冬，春流到夏！

## 灯谜
「更香」
朝罢谁携两袖烟，琴边衾里两无缘。晓筹不用鸡人报，五夜无烦侍女添。焦首朝朝还暮暮，煎心日日复年年。光阴荏苒须当惜，风雨阴晴任变迁。
（程印本、甲辰本）
戚序本和庚辰本中，黛玉没有灯谜，上述灯谜为宝钗的作品。

## 表字
黛玉初進賈府時並無表字，寶玉知後，以《古今人物通考》之內容“西方有石名黛，可代畫眉之墨”恰合黛玉之名，且黛玉神情也恰似眉尖若蹙為靈感，贈其一表字「顰顰」，其意為蹙眉。而此也成為黛玉時常被與西施作為連結的一要點，因西施也如黛玉體弱多病，時常眉頭微蹙，兩者皆有著幽病美人的形象。

## 住處
紅樓夢第四十回透過劉姥姥的視角形容黛玉所居的瀟湘館：「先到了瀟湘館。一進門，只見兩邊翠竹夾路，土地下蒼苔佈滿，中間羊腸一條石子漫的路。
劉姥姥因見窗下案上設著筆硯，又見書架上磊著滿滿的書，劉姥姥道：「這必定是哪位哥兒的書房了。」賈母笑指黛玉道：「這是我這外孫女兒的屋子。」劉姥姥留神打量了黛玉一番，方笑道：「這哪像個小姐的繡房，竟比那上等的書房要好。」
瀟湘館後引申為圖書館。

## 原型
經近年主流紅學家考證，林黛玉的原型為康熙年間任蘇州織造李煦的孫女，名叫李香玉，其父是任兩淮盐課的李鼎。李家，曹家以及孫家之間互有姻親，故曹雪芹和李香玉從小耳鬓厮磨也不足為奇。然而按紅學家周汝昌在《紅樓夢新證》中的說法，李香玉更有可能是史湘云的原型，故尚未有定論。
在《紅樓夢》十九回《情切切良宵花解语，意綿綿靜日玉生香》一回中，賈寶玉和林黛玉相對而卧，為寬林黛玉的心，賈寶玉胡編了一個小耗子偷香芋的故事：「一天，老耗子叫眾耗子分頭去偷米糧和瓜果為腊八粥，一小耗子自薦去偷香芋。眾耗子笑它身體瘦小，小耗子胸有成竹地說：『我變成香芋，滚在香芋堆裡，使人看不出……卻用分身法搬運。』眾耗子叫它變成香芋看看。小耗子就搖身一變，卻變成了一個最標致美貌的小姐。眾耗子說：『变錯了。』小耗子現形道：『我說你們没有見過世面，只識得這果子是香芋，卻不知道盐課林老爺的小姐才是真正的香玉呢。』很明顯，作者借這個故事暗示，林黛玉就是李香玉的化身。

## 丫鬟
- 紫鵑 - 原名鸚哥，最初是賈母身邊的二等丫鬟。黛玉來賈家後，賈母見黛玉隨行的雪雁年紀尚小、老嬤嬤又極老，故將紫鵑派去服侍黛玉，而紫鵑亦是最了解黛玉的丫鬟。
- 雪雁 - 黛玉由姑蘇家裡隨行的小丫鬟。
- 春纖 - 小丫鬟。
- 藕官 - 原为贾府买来的戲班女孩，后戏班解散，分配至黛玉处。

## 影视形象
| 飾演林黛玉的演員 | 影視作品                             | 年份   |
| 梅蘭芳           | 香港民新京劇电影《黛玉葬花》         | 1924年 |
| 陸劍芳           | 上海復旦電影《紅樓夢》               | 1927年 |
| 陸美玲           | 上海孔雀電影《紅樓夢》               | 1929年 |
| 李雪芳           | 上海大華電影《黛玉葬花》             | 1936年 |
| 周璇             | 上海华影電影《紅樓夢》               | 1944年 |
| 小燕飛           | 香港粵語電影《紅樓夢》               | 1949年 |
| 李麗華           | 香港長城電影《新紅樓夢》             | 1952年 |
| 方艷芬           | 香港粵語電影《大觀園》               | 1954年 |
| 鷺紅             | 香港厦语電影《紅樓夢》               | 1956年 |
| 王文娟           | 中国大陆上影越劇電影《紅樓夢》       | 1962年 |
| 樂蒂             | 香港邵氏黃梅調電影《紅樓夢》         | 1962年 |
| 冼剑丽           | 香港凤鸣粤剧电影《黛玉葬花》         | 1962年 |
| 汪明荃           | 香港無綫電視《紅樓夢》               | 1975年 |
| 毛舜筠           | 香港佳視《紅樓夢》                   | 1977年 |
| 張艾嘉           | 香港邵氏黄梅调電影《金玉良緣紅樓夢》 | 1977年 |
| 程秀瑛           | 臺灣華視《紅樓夢》                   | 1978年 |
| 周芝明           | 香港今日電影《紅樓夢》               | 1978年 |
| 趙永馨           | 臺灣華視《風雅劇集紅樓夢》           | 1983年 |
| 陳曉旭           | 中国大陆央視《紅樓夢》               | 1987年 |
| 陶慧敏           | 中国大陆北影電影《紅樓夢》           | 1989年 |
| 張玉嬿           | 臺灣華視《紅樓夢》                   | 1996年 |
| 余彬             | 中国大陆越剧電視劇《紅樓夢》         | 2002年 |
| 单仰萍           | 中国大陆越劇电影《紅樓夢》           | 2007年 |
| 閔春曉           | 中国大陆電視劇《黛玉傳》             | 2010年 |
| 蒋梦婕           | 中国大陆北京電視台《紅樓夢》         | 2010年 |
| 朱冰貞           | 中国大陆昆曲電影《紅樓夢》           | 2012年 |
| 张淼怡           | 中国大陆电影《红楼梦之金玉良缘》     | 2024年 |

## 轶事
近地小行星爱神星上有兩座環形山分別是以林黛玉和賈寶玉的名字命名的。